# 空港新城溧水駅
空港新城溧水駅（くうこうしんじょうりつすいえき）は、南京市溧水区にある、南京地下鉄S7号線の駅である。

## 駅名
駅名については、事業着手当初は南京地下鉄集団は「空港新城駅」の仮称を用いており、2017年6月20日に「烏山駅」を駅名として第一次公示され、2017年10月11日に駅名が「空港新城溧水駅」に決定したことが公示された。

## 歴史
- 2017年6月20日に駅名が第一次公示された[2]。
- 2017年10月11日に駅名が第二次公示された[3]。

- 2018年5月26日S7号線の駅として開業。

## 駅構造

### のりば
| 番線 | 路線             | 行先                    | 行先              |
| ---- | ---------------- | ----------------------- | ----------------- |
|      | 南京地下鉄S7号線 | 柘塘 方面               | 空港新城江寧 行き |
|      | 南京地下鉄S7号線 | 群力・幸荘・無想山 方面 | 無想山 行き       |

### 改札・出入口
- 1号出入口:潤淮大道と華橋路の交差点の北西側
- 2号出入口:エスカレーター・潤淮大道と華橋路の交差点の南西側・南京空港国際博覽センター

## 駅周辺
- 団山
- 烏山
- 烏山集貿市場
- 烏山中心幼稚園
- 徐母塘
- 溧水産業新城
- 南京空港国際博覽センター

## 隣の駅
南京地下鉄
■S7号線
柘塘駅- 空港新城溧水駅- 群力駅